# 大須ういろ
株式会社大須ういろ（おおすういろ）は、愛知県名古屋市にある企業。同市緑区に本社を、中区大須に本店を置き、生菓子などを製造・販売している。

## 概要
名古屋名物のういろうを中心とした和菓子や味噌煮込みうどん、きしめんなどを製造・販売している。
2つの赤い提灯をあしらったシンボルマークで知られ、主力商品の大須ういろ・大須ないろは名古屋名物とされる。東海地区では「ぼんぼんぼ〜んと時計が三つ」の歌いだしで始まるCMソングで知られている。
同じ名古屋市にはライバル企業として青柳ういろうがある。

## 沿革

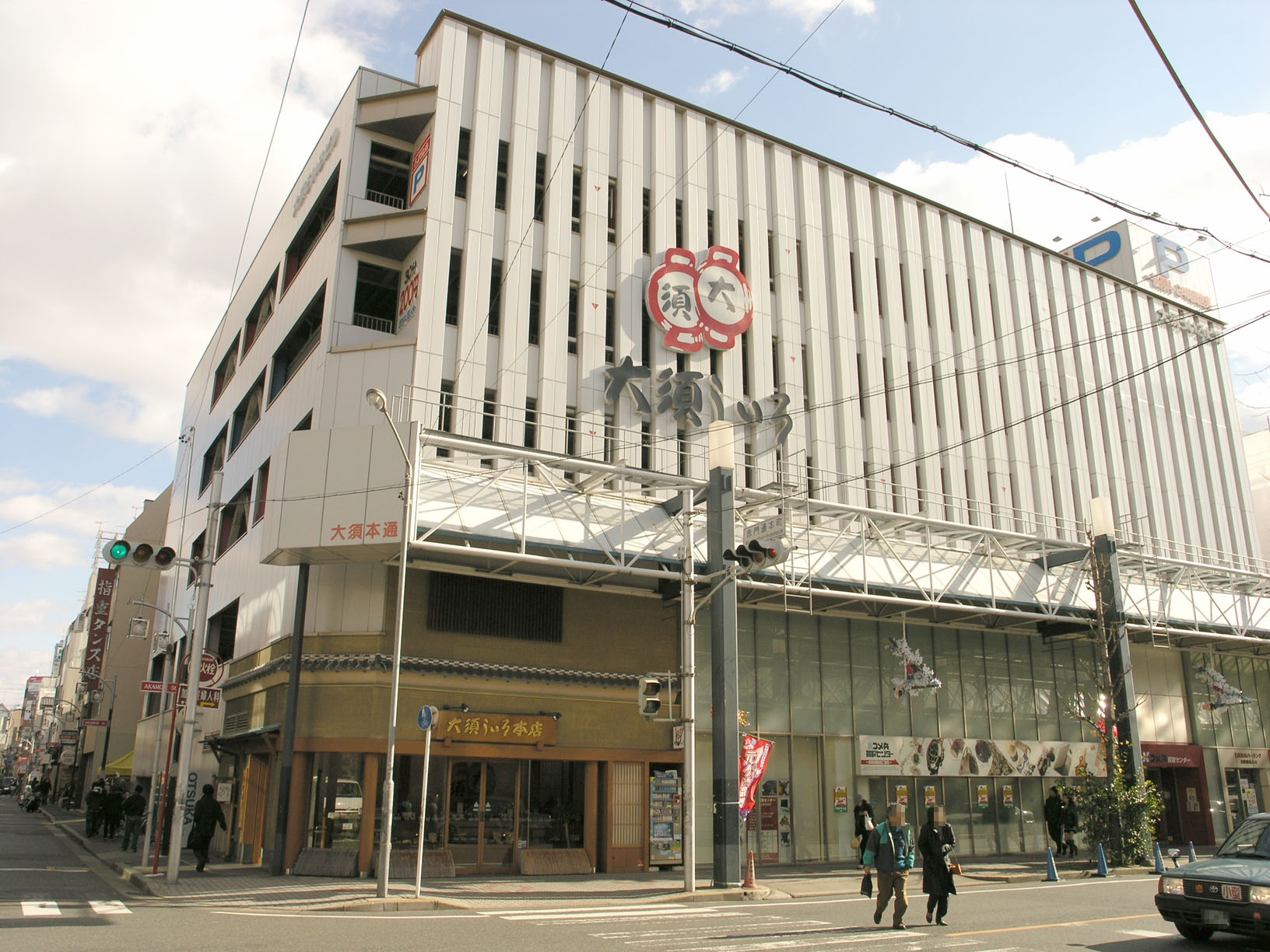
大須ういろビル（登記上の本店）

- 1947年（昭和22年） - 大須で創業[2]。
- 1949年（昭和24年）2月 - 合資会社大須ういろ設立[1]。
- 1957年（昭和32年） - 東京駅八重洲口に出店[3]。同時に看板商品ういろにこしあんを入れた新商品として、ないろを発売[3]。
- 1980年（昭和55年） - みいろ発売[4]。
- 1987年（昭和62年） - ういろないろパイ発売[4]。
- 1997年（平成9年） - ういろケーキ・ないろケーキ発売[4]。
- 2003年（平成15年） - 名古屋市緑区大高に本社を移転。
- 2004年（平成16年） - シューういろ発売[4]。
- 2015年（平成27年）  - ウイロバー販売開始[5]。
- 2020年（令和2年）12月 - 松坂屋名古屋店に新ブランド「初ーうい」の専門店を開設[6]。

## 主な商品

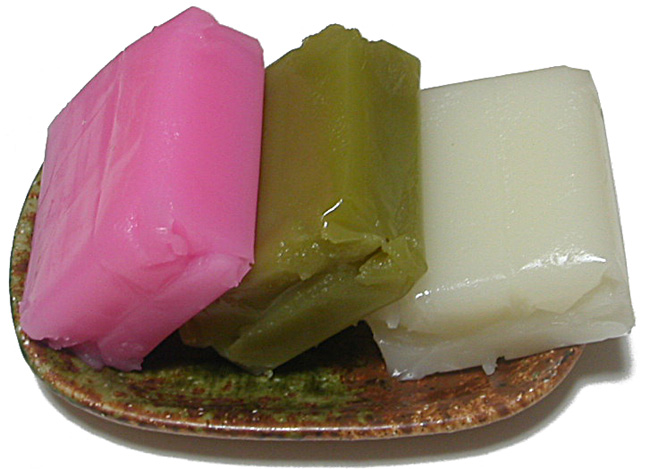
ういろの桜、抹茶、白

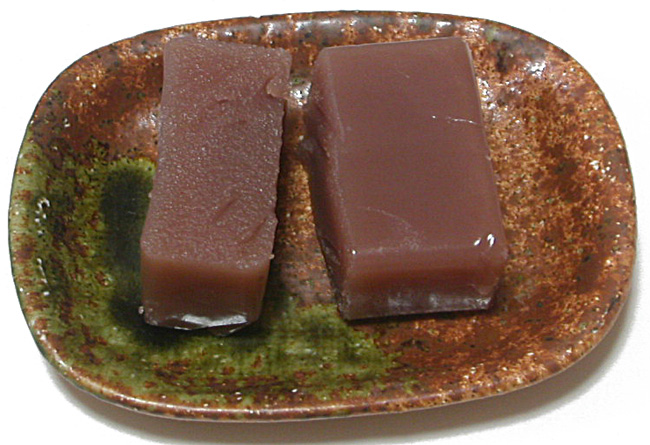
大須ないろ

### 和菓子類
ういろ
- 白
- 茶
- 桜
- 黒
- 柚
- 栗蒸し羊羹

ないろ
大須ないろはこしあんを元にしたういろうで、大須ういろが独自に開発した商品である。
手造りみいろ
三種類のういろを一つにまとめて作られたもの。
ばななういろ
2008年（平成20年）に発売される。
ういろうの中にバナナクリームをいれたもの。プレーンバナナとチョコバナナの2種類。

### 麺類
きしめん
温かいきしめんの発売と同時に、冷しきしめんも発売している。
みそ煮込
味噌煮込みうどん用に適したうどん麺。

## 直営店
全て愛知県名古屋市に所在。
- 本店・大須北店 - 中区大須2-18-42[7]
- 本部店（大高工場直売店） - 緑区清水山2-1619[7]

本店および大須北店は同じ場所で、それぞれ仁王門通り・万松寺通り（観音通り）沿いに面して店舗がある。

## メディア提供番組

### 2局同時CM
名古屋市に本社を持つ民放AMラジオ局であるCBCラジオ及び東海ラジオ（両局とも中日新聞系）では、月曜 - 土曜の15:00の時報直後（15:00:03）から「わーい、3時だー!大須ういろの時間だー!」という子どものコールに続き、季節によって異なる大須ういろ・ないろのラジオ時報CMが約60年間にわたって流されていたが、広報宣伝の見直しにより2020年（令和2年）3月31日を以ってすべてのCM・スポンサーを終了させた（なお、該当時間に野球中継などスポーツ中継を行っている時には流れなかった）。同じく名古屋市のFM局であるエフエム愛知（FM AICHI）でも1990年代まで流されていた。特に有名なフレーズが、「一番はじめは一の宮・・・」ではじまるわらべ歌をバックに流すCMである。

### 番組スポンサー
- タクマのHAPPY TIMES!!（東海ラジオ、月曜 - 木曜：9:00 - 12:00）
- かにタク言ったもん勝ち（東海ラジオ、金曜 9:00 - 12:00）
  - 10:00の数分間の提供である。時報後CMが流れ、同番組のパーソナリティーである蟹江篤子が「ここからは……」とスポンサーを初めのみ紹介する。10:00スタート時代にはコーナー終了後に「ここまでは…」とスポンサーを紹介していた。なお番組表上ではどちらの時期も、この時間帯に「かにタク言ったもん勝ち」という、番組名と同一のコーナー名がついており、大須ういろはこのコーナーのスポンサーという扱いとなってきる。
- チビッコ作文教室（CBCラジオ、日曜：12:00）
  - 以前は「小堀勝啓の新栄トークジャンボリー」の中で放送されていたこともあったが、2014年4月より独立番組になった。ただ、現在は提供スポンサーから降板をしている。
- 茶の間の新聞（CBCラジオ、月曜 - 土曜：15:00 - 15:10、中日新聞ニュース）
  - 先述の2局同時CMの後で放送される定時ニュース。現在は他の時間帯の定時ニュースとさほど変わりないが、以前はタイトルの通り、ソフトなニュースが流れることが多かった。またかつては一社提供だったこともあり、ニュースの後にもCMが流れ、スポンサー紹介を行っていた（上記の記述通り、2020年3月31日を以ってCM終了、提供スポンサーも終了した）。
- 3時のエフエム愛知ニュース - 上記「茶の間の新聞」の真裏で同じくニュースを流していた(たいていはワイド番組内包のコーナー)。なおJFN特番に伴い14:55に臨時移動したこともあり、このときはCBCや東海ラジオと違って時報接続はしなかった。
- 土曜スペシャル（テレビ愛知。ローカルスポンサー枠。複数提供。）
  - ※ 年に数回土曜日にドラゴンズ戦のナイターゲーム中継に差し替えて放送される際は、土曜スペシャルのスポンサーもそのまま移動する。
- キャッチ!（中京テレビ。17時台、金曜スポンサー。）
- 所さんの目がテン!（中京テレビ、ローカルスポンサー枠、2015年4月 - 2016年3月。）
- その他（在名各局のテレビCMなど。かつては在名民放テレビ各局で放送されていたが、現在はテレビ愛知のみで放送されることが多くなっている。）